# 피델릭스
피델릭스(Fidelix Co., Ltd.)는 대한민국의 반도체 기업이다. 본사는 경기도 성남시 분당구 백현로 93(수내동22-2) 후너스빌딩 6층에 위치해 있으며 대표이사는 안승한이다. 
피델릭스는 엔비디아 AI 칩 수출 제한에 따른 상승세로 상한가에 도달했다 메모리 반도체의 팹리스 업체로, Mobile DRAM, 초고속메모리, NOR Flash Memory, MCP 등을 개발 및 판매하며 최대 주주가 중국 반도체 회사인 ‘동심반도체주식유한공사(Dosilicon)’로 SMIC과 플래시 메모리 부문에서 전략적 제휴 관계를 맺고 있다

## 상장
1997년 4월 21일에 코스닥 시장에 상장하였다.

## 같이 보기
- GRT

## 참고 문헌
1. ↑  피델릭스 주가 상한가…美, 대중국 반도체 수출 통제 반사 수혜 기대감, 전자신문, 2023-10-18
2. ↑  황진영, 피델릭스 상한가, 中 딥시크 AI 공세에 뜻밖의 수혜보는 반도체 관련주, 와이드경제, 2025.01.31
3. ↑  피델릭스, 중국 SMIC 화웨이용 5나노 칩 개발 성공...반사 수혜 기대감 부각, 이투데이, 2023-12-14